# Hosnian Prime
Hosnian Prime (kiejtése: hosznien prájm) egy bolygó George Lucas kitalált Csillagok háborúja univerzumában. Az Új Köztársaság fővárosa.

## Elhelyezkedése
A Hosnian Prime a Csillagok háborúja galaxis Magvilágok régiójában, annak külső peremén helyezkedik el.

## Leírása
Hosnian Prime egy kozmopolita város, ahol sok értelmes faj él együtt. Itt található Darropolis, köztársasági város és helyi főváros. A felszín 45%-át víz borítja, de a szárazföldek nagy része város. A bolygón kialakítottak kisebb mesterségek tavakat, amit csónakázásra használtak. Mielőtt még a Köztársaság véget vetett volna a Birodalomnak, megépült a Repülési Akadémia, ami sok pilótát képes befogadni, itt képezik ki az újoncokat. A szenátusi komplexumon kívül megtalálható még a szenátusi hangár, a függőkertek és az Új-Köztársasági veteránkórház.

## Történelme

### A birodalom kora
A Galaktikus Birodalom fennállása alatt, Plas Lelkot, a Hosnian Prime konzulja menekülteket bújtatott a saját rezidenciáján. A lázadók Szövetségének támogatása miatt a konzult bebörtönözték, és a Kashyyyk-on tartották fogva.

### Az Új Köztársaság kora
Mon Mothma egyik reformjavaslata az Új Köztársaság megalapításakor az volt, hogy a tagvilágok sorban otthont adnak a szenátusnak, egyfajta rotációs rendszerben. Ez nagy változás volt ahhoz képest, hogy ezt megelőzően ezer évig a Coruscant volt a galaktikus hatalom központja. Így nem a Coruscant, hanem a Hosnian Prime lett a Köztársaság fővárosa. Ez a tisztség azonban Hosnian Prime számára veszélyekkel is járt, mert így az Első Rend célpontjává vált. Miután, hogy az Új Köztársaság központja lett, hónapokkal később eltávozott a szenátusból Mon Mothma, mivel a határideje lejárt és meg is betegedett.
Mon Mothma távollétében két erős párt alakult. A néppárt akiknek vezetője Leia Organa volt, akik az erős kormányzást, az erős katonaságot és azt támogatták, hogy minden bolygó része legyen a Köztársaságnak. És a centristák, akiket Carise Sindian úrnő vezetett, akik azt akarták, hogy a bolygók szakadjanak el az Új Köztársaságtól. Valójában titokban támogatták az Első Rendet és az amaxine harcosokat akiket Arliz Hadrassian az egykori birodalmi pilóta vezet.
Yu 28-ban itt volt Bail Organa szoboravatásának ünnepe, ahol mindegyik szenátor jelen volt. Ennek az volt a lényege, hogy a galaxis összes teremtményét egyesítse és hogy mindenki békésen élhesse az életét.
Az ezt követő ülésen a Ryloth küldött egy képviselőt, Yendort. Ennek oka, hogy a Rylothra és szektorukra egy veszélyes kartell jelent fenyegetést, akiket valószínűleg Rinnrivin Dinek neveznek, és azt kérte, hogy valaki vizsgálódjon a kartell után. Leia viszont elfogadta a küldetést, de túlságosan veszélyes volt, ezért egy centrista szenátor, Ransolm Casterfo is elfogadta a küldetést, hogy Leiát elkísérje a Basthatára. Ezután három hétig távol voltak a szenátustól. Három hét után az ülésen Carise Sindian szenátor bejelentette, hogy a Köztársaságnak egy erősebb kezű vezetőre lenne szüksége, aki irányítani tudja a megosztott galaxist. Ezért javasolta, hogy töröljék el a főkancellári címet és legyen szenátori cím. Sokan radikálisnak találták az ötletet, de végül megszavazták.
A néppártiak Leiát választották, hogy induljon a választáson, de a centristák még bizonytalankodtak. Carise arra kérte Leiát, vegye át a birreni királyi címet, mert hogy csak királyi vérvonalból lehet trónörökös. De Leia visszautasította, mivel nem királyi családból származik, lévén Bail és Breha Organa csak örökbe fogadta. Ezért Carise Sindian utazott a Birrenre, hogy részt vegyen a beavatási ceremónián. Itt történt, hogy a Napkin bomba felrobbantotta a kongresszusi épületet, ami Arliz Hadrassian, egy korábbi TIE vadászpilóta és birodalmi biztonsági nyomozótiszt által lett aktiválva. Közben Ransolm Casterfo elutazott a Daxam IV-re, hogy egy gárdista sisakját megvegye. Itt találták meg Greer Sonnellel, az amaxin harcosokat, akikkel Casterfo megküzdött.
Miután Carise visszatért a Birennről, magával hozott egy ládát, amiben valójában egy hangfelvétel van, ami leleplezi Leiát, hogy valójában ki a vér szerinti apja. A felvételt lejátssza Ransolmnak, mire feldühödik, hogy megbízott benne és valójában egy új Darth Vader volt mindig előtte. Valójában utálta Vadert, mert a Birodalom tette tönkre szülőbolygója, a Riosa gazdaságát.
A következő ülésen jelentette ki, hogy az első szenátori cím nem illeti meg. És ekkor jelentette be, hogy Leia Organa Darth Vader lánya. Ezek után mindenki meggyűlölte Leiát, amiért hazudott. Később C-3PO-val, Greer Sonnellel, Korr Sellával, és Joph Seastrikerrrel elrepült a Sibenksora, ahol az amaxinok fő bázisa van. Itt derítette ki, hogy valójában az amaxine harcosok a felelősek a robbantásért és hogy valami nagy hatalmat támogatnak titokban.
Részt vett a Hosnian Prime egy kis parkjában Ta-Lin Garr szenátor rendezvényén, hogy őt fogják megválasztani első szenátornak. De felbukkant Arliz Hadrassian, hogy bosszút álljon az amaxine harcosokért, ezért lelőtte a szenátort.
Leia részt vett a temetési ceremónián, és emiatt elhalasztották a választást. Mielőtt visszalépett volna, beszélt Carise Sindiannalː mivel megszegte az esküt, hogy ha valamit elárul, akkor nem kaphatja meg a birreni királyi címet. Emiatt elvesztette az űrnői címet. Emiatt csak simán Carise Sindian lett. Leia Organa visszavonult és megalapította az Ellenállást.
Miután Leia visszavonult, a választást hónapokkal később tartották meg. A választást Lanever Villecham szenátor nyerte meg. Mindent megtett, hogy a Köztársaság elinduljon a reformáció útján és hogy új munkahelyek jöjjenek létre. És egy így ment hat évig.
34 ABY évben az Első Rend, hogy felfedje kilétét, a Csillagpusztító Bázis nevű szuperfegyverét használva fantomenergiával begyújtotta a Hosnian Prime bolygó magját, ami ezzel szupernovává vált, elpusztítva minden égi objektumot a rendszerben. Lanever Villecham kancellár, az ellenállás parancsnoka, Korr Sella, valamint számtalan szenátor és a rendszer minden más lakója áldozatul estek a mértéktelen pusztításban.Végeredményben a Hosnian Prime a rendszer második csillagává vált.

## Megjelenése a sorozatban
- Csillagok háborúja VII: Az ébredő Erő

## Külső hivatkozások
- Star Wars: The Force Awakens: The Visual Dictionary
- Star Wars: Complete Locations
- Star Wars: Galactic Atlas
- Star Wars: Rogue One: The Ultimate Visual Guide
- A Hosnian Prime és a többi bolygó megsemmisítése az Ébredő erő című filmben – YouTube